# Levicaris
Levicaris is een geslacht van kreeftachtigen uit de klasse van de Malacostraca (hogere kreeftachtigen).

## Soort
- Levicaris mammillata (Edmondson, 1931)